# Jeunesses patriotes
La Ligue des jeunesses patriotes, ou Jeunesses patriotes (JP), est une ligue d'extrême droite française active durant l'entre-deux-guerres.

## Histoire

### Opposition au Cartel des gauches (1924-1926)
Les Jeunesses patriotes sont créées en mars 1924, par le député bonapartiste Pierre Taittinger dans le cadre de la vieille Ligue des patriotes, dont elles se détachent en 1926.
L’année 1924 est marquée par l’agitation des ligues nationalistes en France en réaction à la victoire électorale du Cartel des gauches et à la crainte d'un coup de force communiste mais aussi de l'ensemble des forces de droite, comme en témoigne la fondation de la Ligue républicaine nationale par Alexandre Millerand. Une partie de ses cadres et de ses adhérents anciens combattants est issue de la Ligue des chefs de section.
En avril 1925, en marge d'une réunion électorale, des incidents éclatent à Paris dans la rue Damrémont entre les JP et des militants communistes. Ces derniers font quatre morts dans les rangs des Jeunesses patriotes. Ces morts, suscitant un émoi certain, ont pour conséquence un essor marqué des JP, présentées par Taittinger comme « l’avant-garde de l’Armée de l’Ordre ».
Les JP fusionnent en juillet 1925 avec un autre groupement nationaliste et anticommuniste, la Légion d'Antoine Redier. On prête aux JP 65 000 membres en 1926.

### Appui aux cabinets d'union nationale
Avec le retour de gouvernements d'union nationale au pouvoir dans les années 1926-1932, Pierre Taittinger décide, contre l’avis d’une partie de sa base, d'infléchir le discours antiparlementaire des JP, de collaborer avec les élus de droite et d'accepter certaines décisions en matière de politique étrangère qui heurtent les nationalistes les plus ardents. Cette tactique a un avantage pour lui : les Jeunesses Patriotes se fondent dans le paysage politique, attirent à elles parlementaires et adhérents. Une centaine de députés et plusieurs dizaines de sénateurs adhèrent aux JP à la fin des années vingt
En l'absence de Taittinger, les JP apportent leur soutien aux côtés des Croix-de-feu au Comité contre l’Évacuation de la Rhénanie et de la Sarre fondé en 1929 par le général Mordacq mais Taittinger fait reporter cette décision, ce qui hérisse les JP les plus nationalistes. Il accepte par pragmatisme et refus de la politique du pire la ratification du plan Young en 1929 et l'évacuation de Mayence en 1930, contrairement aux Croix de feu, subissant les critiques de l'Action française et de Louis Marin et celles aussi de quelques JP ou de Philippe Barrès.

### Deuxième offensive des JP (1932-1936)
Leur activité est relancée par la victoire électorale du Cartel des gauches en 1932. Les JP participent aux manifestations de rue en 1933 et 1934 et à l'agitation ligueuse. Deux membres des JP meurent lors de l'émeute du 6 février 1934. Les JP créent en 1934 avec Solidarité française le Front national qui se veut une organisation de rassemblement des ligues au niveau de la propagande et de l'action. Les JP subissent la concurrence des Croix-de-feu. 
Comme avant 1932, les JP collaborent avec le Centre de propagande des républicains nationaux (CPRN), malgré des relations parfois compliquées avec son animateur, Henry de Kerillis.
Le port de l'uniforme (manteau et béret bleu notamment) s'accroit, aussi bien pour les « groupes mobiles » que pour les ligueurs, les sections féminines dirigées par Marie-Thérèse Moreau, la jeune section de scouts (les Voltigeurs de France), le groupe motorisé. 
Les JP se transforment à l'automne 1935 en Parti national populaire, à l'occasion du projet de loi sur les milices privées paramilitaires. Le parti est dissous en juin 1936 par le gouvernement du Front populaire de Léon Blum, en application de la loi du 10 janvier 1936, avec d'autres ligues nationalistes (Croix de Feu, Solidarité française, Parti franciste). 
Un groupe homonyme verra le jour au Canada français en novembre 1935. Menées par Walter O’Leary et, dans une moindre mesure par son frère Dostaler, ces Jeunesses Patriotes souhaitent la création d’un État indépendant irrigué par un corporatisme d’inspiration mussolinienne.

### Avatars des JP après la dissolution des ligues (1936-1944)
Pierre Taittinger réactive à l'été 1936 un Parti républicain national et social (PRNS) fondé sans succès en 1930. Ce parti participe au Front de la liberté lancé en mai 1937 à l'initiative de Jacques Doriot et de son Parti populaire français. Ce front est une tentative de rapprochement des partis « nationaux », à laquelle souscrit la Fédération républicaine. 
Localement, des militants du PRNS ont pu militer dans des rassemblements régionaux, comme le Rassemblement national lorrain en Meurthe-et-Moselle et dans les Vosges.

## Idéologie et militantisme des JP
Les JP ont peu de profondeur idéologique (ils veulent un régime fort plutôt que vraiment fasciste), mais jouent un rôle important dans l'histoire de l'extrême droite française. Tout d'abord, de très nombreux responsables de l'extrême droite des années 1930-1940 passent, au moins un temps, dans ses rangs. Ensuite, les JP jouent le rôle de service d'ordre pour les autres partis « nationaux », notamment pour les meetings de candidats de la Fédération républicaine. Ils participent également à des actions contre leurs adversaires, notamment communistes. 
Ainsi, les JP assurent la passerelle entre une partie des droites républicaines et parlementaires et les autres mouvements ligueurs, l'Action française ou la « nébuleuse fascistoïde ». 
La force militante des JP apparaît avec ses Phalanges universitaires, composées d'étudiants,  et ses « groupes mobiles », unités paramilitaires rassemblant surtout des jeunes célibataires et des anciens combattants afin de « maintenir l'ordre que les communistes menacent », coller des affiches, distribuer des tracts et vendre les journaux des JP dans des « quartiers hostiles ». Les « phalangeards » disposent d'une autonomie certaine au sein des JP,,. Ces deux groupements ont rassemblé chacun au maximum 10 000 membres . Ces « troupes de choc » des JP sont dénoncées par la gauche. D'où l'accusation de fascisme par leurs adversaires et le débat sur les ligues paramilitaires au Parlement en 1935, débouchant sur la loi du 10 janvier 1936 qui a permis la dissolution des JP en juin 1936.
Les historiens restent divisés sur l'appartenance au fascisme des Jeunesses patriotes. La majeure partie de l'historiographie française affirme que les JP ne sont pas fascistes même s'il a existé une tentation fasciste en son sein, notamment à ses débuts et dans les années 1930.

## Personnalités des JP et du PRNS

### Dirigeants
- Pierre Taittinger, espoir du bonapartisme avant 1914, président de l'Union de la jeunesse bonapartiste de la Seine, député depuis 1919, puis fondateur de la ligue, président des JP[21] puis du PRNS[22].
- Édouard Soulier, président d'honneur des JP[21] puis du PRNS[22], conseiller municipal de Paris, député de la Seine (1919-1938), pasteur protestant.
- Fortuné d'Andigné, vice-président des JP[21], député du Maine-et-Loire (1932-1935).
- Charles des Isnards, vice-président des JP[21] puis du PRNS[22], conseiller municipal de Paris, député de la Seine (1936-1940).
- Philippe Henriot, membre des JP, vice-président du PRNS, député[23].
- Michel Parès, vice-président des JP[21], membre de la commission exécutive du PRNS[22], député d'Oran (1931-1936).
- Stéphane Pighetti de Rivasso, membre fondateur des JP.
- Henri Provost de la Fardinière, vice-président des JP[21] puis du PRNS[22], député du Calvados (1936-1937).
- Roger de Saivre, commissaire général des phalanges universitaires, membre de la commission exécutive du PRNS[22] et président des Jeunesses nationales (années 1930), futur chef-adjoint du cabinet civil du maréchal Pétain (1941-1942) puis député d'Oran (1951-1955).
- Xavier Vallat, vice-président du PRNS[24], député de l'Ardèche (1919-1924, 1928-1940), commissaire général aux questions juives (1941-1942).
- Jean Ybarnégaray, vice-président des JP[21], député des Basses-Pyrénées (1914-1942), ministre en 1940.
- Marie-Thérèse Moreau, présidente des sections féminines, avocate.

### Autres parlementaires membres des instances des JP ou/et du PRNS
- Louis Delsol, membre de la commission exécutive du PRNS[22], conseiller municipal de Paris, député de la Seine (1928-1932).
- Joseph Denais, membre de la commission exécutive du PRNS[22], député de la Seine (1911-1919, 1928-1940, 1944-1956).
- Emmanuel Évain, membre de la commission exécutive du PRNS[22], conseiller municipal de Paris, député de la Seine (1919-1936).

### Membres notoires
- Pierre Amidieu du Clos, maire de Longwy entre 1924 et 1939, conseiller général de Meurthe-et-Moselle de 1928 à 1940, député de 1928 à 1936.
- Hubert Lyautey, maréchal de France, nommé membre d'honneur des phalanges universitaires en 1934[25].
- Robert Montillot, délégué à la propagande du PRNS[26], député de Haute-Saône (1933-1936, 1945-1955)
- Jacques Schweizer, président général des Jeunesses nationales et sociales[24] puis, après 1940, chef des Jeunes de l'Europe nouvelle, mouvement collaborationniste.
- Charles Trochu, conseiller municipal de Paris, animateur du Front national, membre de la commission exécutive du PRNS[22].
- Jacques Martin-Sané.

#### Source primaire
- Philippe Boegner, « L'heure des ligues. III. Les Jeunesses patriotes », Marianne, 28 mars 1934 (Lire en ligne)

#### Sur les Jeunesses patriotes et ses avatars
- Jean Philippet, Le temps des ligues. Pierre Taittinger et les jeunesses patriotes (1919-1944), Institut d'études politiques de Paris, thèse de doctorat d’histoire sous la direction de Raoul Girardet, 2730 p. + annexes, mars 2000.
- Jean Philippet, « La crise du parti nationaliste (PRNS, successeur des Jeunesses Patriotes) à la fin des années trente », Annales de Bretagne et des pays de l'Ouest, t. 109, no 3,‎ juillet-décembre 2002, p. 79-93 (lire en ligne).
- Jean Philippet, « Les Jeunesses Patriotes : ligue, milice ou parti ? », in Olivier Dard, Nathalie Sévilla (dir.), Le phénomène ligueur sous la Troisième République, Centre Universitaire Lorrain, 2009, pp. 178-194.
- Robert Soucy, « Centrist fascism : The Jeunesse Patriotes », Journal of Contemporany History, Vol. 16, 1981, pp. 349-368.

#### Les Jeunesses patriotes au sein de l'extrême droite
- Mathias Bernard, La guerre des droites, Paris, Odile Jacob, 2007.
- Ariane Chebel d'Appollonia, L'extrême-droite en France : de Maurras à Le Pen, Paris, Fayard, coll. « Questions au XXe siècle » (no 3), 1996 (1re éd. 1987), 519 p. (ISBN 2-87027-573-0, présentation en ligne).
- Robert Soucy, Le Fascisme français (1924-1933), Paris, PUF, 1989.
- Michel Winock (dir.), Histoire de l'extrême droite en France, Paris, Éditions du Seuil, coll. « Points. Histoire » (no 186), 2015 (1re éd. 1993), 336 p. (ISBN 978-2-7578-5531-7, présentation en ligne).